# Puccinia flaccida
Puccinia flaccida ist eine Ständerpilzart aus der Ordnung der Rostpilze (Pucciniales). Der Pilz ist ein Endoparasit von  Oplismenus-Hirsen und Panicum chionachne. Symptome des Befalls durch die Art sind Rostflecken und Pusteln auf den Blattoberflächen der Wirtspflanzen. Sie kommt im südlichen und östlichen Asien vor.

## Merkmale

### Makroskopische Merkmale
Puccinia flaccida ist mit bloßem Auge nur anhand der auf der Oberfläche des Wirtes hervortretenden Sporenlager zu erkennen. Sie wachsen in Nestern, die als gelbliche bis braune Flecken und Pusteln auf den Blattoberflächen erscheinen.

### Mikroskopische Merkmale
Das Myzel von Puccinia flaccida wächst wie bei allen Puccinia-Arten interzellulär und bildet Saugfäden, die in das Speichergewebe des Wirtes wachsen. Aecien oder Spermogonien der Art sind nicht bekannt. Die dunkel zimtbraunen Uredien der Art wachsen beidseitig auf den Blättern der Wirtspflanzen und sind elliptisch geformt. Ihre dunkel zimt- bis haselnussbraunen Uredosporen sind ellipsoid bis eiförmig, 23–30 × 23–27 µm groß und fein stachelwarzig. Die beidseitig wachsenden Telien sind schwarzbraun, früh unbedeckt und pulverig. Die goldenen bis zimtbraunen Teliosporen sind zweizellig, tendenziell längsseptiert, ellipsoid bis länglich und 25–44 × 15–23 µm groß; ihre Stiele sind farblos und bis zu 60 µm lang.

## Verbreitung
Das bekannte Verbreitungsgebiet von Puccinia flaccida umfasst Sri Lanka, Indien und Japan.

## Ökologie
Die Wirtspflanzen von Puccinia flaccida sind die Hirse Panicum chionachne und verschiedene Oplismenus-Arten. Der Pilz ernährt sich von den im Speichergewebe der Pflanzen vorhandenen Nährstoffen, seine Sporenlager brechen später durch die Blattoberfläche und setzen Sporen frei. Die Art verfügt über einen Entwicklungszyklus, von dem bislang lediglich Telien und Uredien sowie deren Wirt bekannt sind; Spermogonien und Aecien konnten dem Pilz nicht zugeordnet werden.